# Loška Dolina
Loška Dolina là một khu tự quản (tiếng Slovenia: občine, số ít – občina) trong vùng Notranjsko-kraška của Slovenia. Loška Dolina có diện tích 166.8 km2, dân số là theo điều tra ngày 31 tháng 3 năm 2002 là 3640 người. Thủ phủ khu tự quản Loška Dolina đóng tại Stari trg pri Ložu.